# سلین سالت
سلین سالت (فرانسوی: Céline Sallette‎؛ زادهٔ ۲۵ آوریل ۱۹۸۰) هنرپیشه اهل فرانسه است. وی از سال ۲۰۰۵ میلادی تاکنون مشغول فعالیت بوده‌است.
از فیلم‌ها و مجموعه‌های تلویزیونی که وی در آن نقش داشته‌است می‌توان به بازگشتگان، زنگار و استخوان، آخرت، اتصال و جرونیمو اشاره کرد.